# 1953 Rupertwildt
1953 Rupertwildt eller 1951 UK är en asteroid i huvudbältet, som upptäcktes 29 oktober 1951 av Indiana Asteroid Program vid Indiana University Bloomington med Goethe Link Observatory. Asteroiden har fått sitt namn efter astronomen Rupert Wildt.
Asteroiden har en diameter på ungefär 21 kilometer och den tillhör asteroidgruppen Themis.